# Kurt Wagner (Verbandsfunktionär)
Kurt Wagner (* 29. Juni 1911 im Landkreis Döbeln; † 2006) war ein deutscher Lehrer, technischer Direktor der Zentralbibliothek der Hohen Schule der NSDAP und von 1946 bis 1976 Leiter des DRK-Suchdienstes.

## Studium der Physik und berufliche Orientierung
Wagner studierte ab 1930 an der Universität Leipzig Physik und Mathematik, zu seinen Kommilitonen gehörten Helmut Schelsky und Fritz Arlt. Zum 1. Februar 1932 wurde Wagner Mitglied der NSDAP (Mitgliedsnummer 907.370). Die Auseinandersetzung um die Deutsche Physik spitzte sich 1935 mit dem Fall von Emil Rupp zu. Dies trug dazu bei, dass sich Wagner beruflich von der Physik zur Bildungspolitik der NSDAP umorientierte. Am 7. Februar 1935 wurde das Schulungshaus des Außenpolitischen Amtes der NSDAP (APA) in Berlin-Dahlem Rheinbabenallee 22–26 eröffnet. Am 1. Februar 1938 wurde Kurt Wagner in dieser Einrichtung von Alfred Rosenberg eingestellt. Die Liste der Dozenten im Jahr 1938/1939 enthält zahlreiche hohe Funktionäre, von denen mehrere später als Kriegsverbrecher verurteilt wurden: August Heißmeyer, Franz Six, Heinrich Himmler, Reinhard Heydrich, Hans Severus Ziegler, Helmut Knochen, Herbert Backe, Alfred-Ingemar Berndt, Reichsamtsleiter Karl Böhmer, Staatssekretär im Reichswirtschaftsministerium Rudolf Brinkmann, Otto Dietrich, Franz Xaver Dorsch, Hans Frank, Staatssekretär Hans Fritzsche, der Direktor der Lufthansa Carl August von Gablenz, Friedrich Grimm, SA-Obersturmbannführer Georg Haller, Albrecht Haushofer, Werner Otto von Hentig, Wilhelm Keppler, Werner Lorenz, Reichshauptamtsleiter Hermann Reischle, Hauptamt „Blut und Boden“ im Reichsamt für Agrarpolitik, Joachim von Ribbentrop, Stellvertretender Reichspressesprecher der NSDAP Helmut Sündermann, Wilhelm Weiß, Viktor Lutze. Die Aufzählung enthält zahlreiche Mitarbeiter des Sicherheitsdienst des Reichsführers SS. In der zweiten Hälfte der 1930er Jahre gab es eine Akademisierung des SD, welche von Reinhard Höhn und vom Dekan „Auslandswissenschaftlichen Fakultät“ der Deutschen Hochschule für Politik, Franz Six, forciert wurde.
Diese Patronage und die Tatsache, dass Rosenberg ab dem 22. Juni 1941 als Reichsministerium für die besetzten Ostgebiete den zivilen Teil der Kriegsführung organisierte, schützten anfangs die Mitarbeiter des Amtes Rosenberg wie Wagner vor dem Einsatz in der Wehrmacht.

## Karriere in der Zeit des Nationalsozialismus

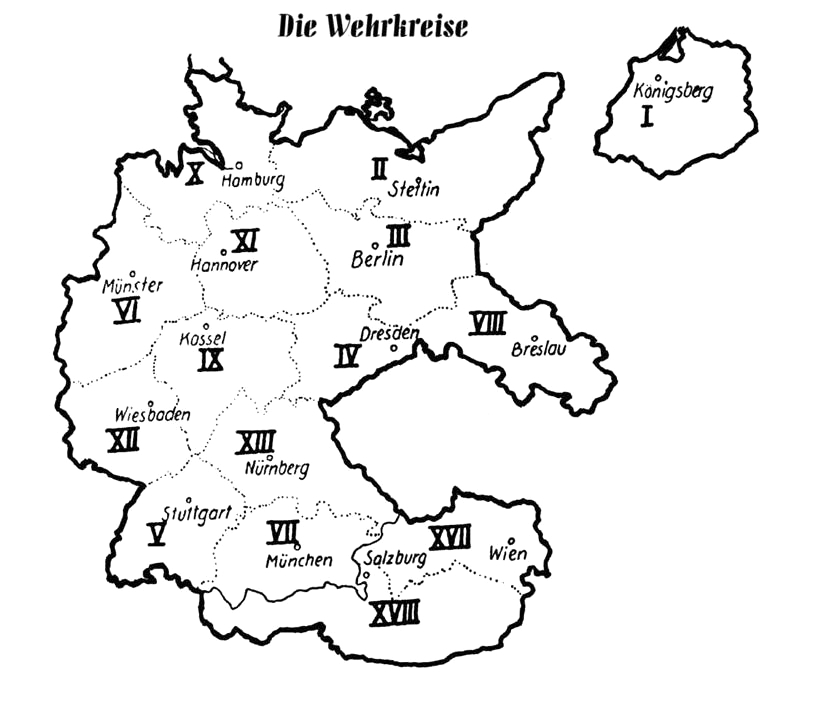
DRK Landesstellenbereiche bzw. Wehrkreise

Aufgrund des „Gesetzes über das Deutsche Rote Kreuz“ vom 9. Dezember 1937 wurde eine Satzung des Deutschen Roten Kreuzes erlassen und die Landesstellenbereiche gebildet, welche den 15 Wehrkreisen der Wehrmacht entsprachen. (vergleiche mit Deutsches Reich in den Grenzen vom 31. Dezember 1937)
Wagner hatte zahlreiche Besprechungen mit Gerhard Utikal, dem Leiter des Einsatzstab Reichsleiter Rosenberg (ERR). Der ERR raubte im deutschen Machtbereich alle möglichen Kunst- und Kulturgüter und vernichtete sie teilweise. Eine Sammelstelle für Bücher aus diesen Raubzügen war die von Wagner technisch geleitete Zentralbibliothek der „Hohen Schule der NSDAP“ in Berlin und eine weitere das Institut zur Erforschung der Judenfrage in Frankfurt. Im Januar 1940 wurde Rosenberg von Adolf Hitler beauftragt, die „Hohe Schule der NSDAP“ zu errichten. 1940 war Wagner an der APA-Schule angestellt und legte eine Denkschrift zu Organisation und Forschungsaufgaben der Hohen Schule vor.
Als erste Fachschaft der Hohen Schule der NSDAP wurde am 26. März 1941 in Frankfurt, Bockenheimer Landstraße 68, das Institut zur Erforschung der Judenfrage eröffnet. Am 5. Juni 1942 wurde ein Institut für deutsche Volkskunde unter der Leitung von Karl Haiding gegründet. Mitte 1942 entwickelte Wagner eine neunseitige Abhandlung über Idee und Aufgabe der Hohen Schule. Am 12. August 1942 wurde Alfred Baeumler als Dienststellenleiter der Hohen Schule eingesetzt und Wagner als sein Vertreter benannt. In einem auf den 27. Oktober 1942 datierten Gutachten zu einem Buch von Philipp Lenard kritisiert Wagner dessen Deutsche Physik und macht ihn für die Lähmung der nationalsozialistischen Wissenschaftsplanung im Bereich Physik verantwortlich.
Am 20. Februar 1943 wurde zwischen Bormann und Rosenberg Einvernehmen darüber erzielt, die Hohe Schule „für die Dauer der besonderen Lage“ zu schließen und die Außenstellen auf Professoren zu beschränken, welche keine Unabkömmlichstellung brauchen. Am 25. November 1943 wurde das Hauptgebäude der Hohen Schule der NSDAP in Berlin zerstört. Wagner bekundete am 15. Dezember 1943 an SA-Sturmbannführer Werner Koeppen, Adjutant von Rosenberg, Haiding auf Technisches zu beschränken. Damit wollte er erreicht wissen, dass Karl von Spieß keine Professur bekam. Am 10. Januar 1944 besprach Gerhard Utikal in der Parteikanzlei die Auswirkungen der Führer-Verfügung V 7/43 auf den „Beauftragten des Führers für die Überwachung der gesamten geistigen und weltanschaulichen Schulung und Erziehung der NSDAP“. Bezüglich UK-Stellungen von Mitarbeitern des „Amtes Rosenberg“ wie Wagner sei die Forderung von 6 Monaten Fronteinsatz „bei großzügiger Auslegung“ erfüllt.
Am 8. Mai 1944 fand eine Besprechung mit dem Vertreter des Reichsschatzmeisters der NSDAP, Franz Xaver Schwarz, über die Hohe Schule statt. Zu den Teilnehmern gehörten Werner Koeppen, Alfred Baeumler und Wagner. Wagner schlug vor, sich mit dem Reichsrevisor dahingehend zu einigen, dass die Archive von Frankfurt nach Hungen gebracht würden. Er selbst sollte nach Hungen kommen. Am 12. August 1944 entwarf Wagner ein Schreiben an die Parteikanzlei, in welchem er darstellte, was wann in der Hohen Schule stillgelegt werden konnte.

## Mitwirkung bei der NSV
Nach einer Reise zur Münchner Parteikanzlei der NSDAP war Wagner ab Oktober 1944 mit UK-Stellung bei der Nationalsozialistischen Volkswohlfahrt (NSV) angestellt. Die Blockwarte der NSV waren dezentral in den Ermittlungsdienst der Post zur Empfänger und Absenderermittlung integriert. In einer mobilisierten Gesellschaft war ein funktionierendes Postnachsendewesen mit Postermittlungsdienst von kriegsentscheidender Bedeutung. Im Herrschaftsgebiet der NSDAP wurden für eine sehr große Anzahl von in Konzentrationslager verschleppte und teilweise ermordete Menschen plausible Aufenthaltsorte bzw. Todesursachen vorgehalten und vermittelt. Gemäß Verordnung des Reichspräsidenten zum Schutz von Volk und Staat waren die Artikel 114, 115, 117, 118, 123, 124 und 153 der Verfassung des Deutschen Reichs seit Februar 1933 „bis auf weiteres“ außer Kraft gesetzt.

## Nach dem Krieg: Von der NSV zum DRK
Um den 8. Mai 1945 tauchte Wagner in Flensburg auf. Ob Wagner im Tross von Rosenberg war, welcher wie Himmler noch versuchte, in die Regierung Dönitz zu kommen, ist unklar. Wagners formaler Vorgesetzter Martin Bormann war in Berlin. Wer Himmler für seine Verhandlungen mit Folke Bernadotte die Aufenthaltsorte der Häftlinge in den Konzentrationslagern ermittelt hat, ist unbekannt. Die Selbstdarstellungen beschreiben Wagner nun als studierten Mathematiker, welcher mit seiner Truppe und Helmut Schelsky an der Ostfront gekämpft hat.
Die NSV war mit dem Kontrollratsgesetz Nr. 2 vom 12. Oktober 1945 verboten worden. Im Jahr 1945 wurde das „Deutsche Rote Kreuz“ durch die Besatzungsmächte weitgehend aufgelöst, in der französischen und der sowjetischen Besatzungszone war das DRK verboten. In dem Schreiben über die Bekanntgabe der Anerkennung des DRK durch das Internationale Komitee vom Roten Kreuz (IKRK) vom 26. Juni 1952 wurde der Umstand wie folgt beschrieben: „Diese im Jahre 1921, unter dem Namen ‚Deutsche Rotes Kreuz‘ gegründete nationale Gesellschaft, die ihre Tätigkeit auf die Gesamtheit des deutschen Gebietes erstreckte, wurde im Laufe des Sommers 1945 durch eine Verfügung der Besatzungsbehörde aufgelöst.“
Die „Flensburger Gruppe“ suchte in den ersten Monaten nach Beginn ihrer Arbeit alle Landesstellen, welche den Wehrkreisen entsprachen, des DRK in Westdeutschland und viele Kreisstellen auf und erreichten, dass diese den „Ermittlungsdienst“ nach dem „Flensburger Schema“ übernahmen. Der Suchdienst des nicht existenten DRK war in der Wagmüllerstraße, München, eine Querstraße zur Prinzregentenstraße auf der Höhe des Gebäudekomplexes, welcher für den Luftgau Süd erstellt wurde. Am 15. März 1952 wurde Heinrich Weitz Präsident des DRK. Vom 26. Juni bis 7. August 1952 fand eine Internationale Rotkreuz-Konferenz in Toronto statt, an der erstmals nach dem Zweiten Weltkrieg das DRK gleichberechtigt teilnahm. Vertreten waren Weitz, Etta Gräfin von Waldersee (Vizepräsidentin), Walther Georg Hartmann (Generalsekretär) und Anton Schlögel (Jurist).

## Unterstützung für Kriegsgefangene in der Sowjetunion
Im Juli 1943, einige Monate nach der Niederlage der Wehrmacht in der Schlacht von Stalingrad, erhielt das Büro des Sonderbeauftragten Walther Georg Hartmann, welches in den Konventtrakt des Klosters Ettal ausgelagert war, über das „Büro entsprechend der Genfer Konvention für die Behandlung von Kriegsgefangenen der Türkei“ 333 Postkarten von deutschen Kriegsgefangenen in der Sowjetunion. Die deutsche Regierung sah den propagandistischen Aspekt – die UdSSR hatte die Genfer Konvention nicht unterzeichnet – im Vordergrund und unterband anfangs das Aushändigen der Nachrichten an die betroffenen Familien. Im Kloster Ettal, so berichtete Wagner, habe er von Walther Georg Hartmann noch nicht zugestellte Nachrichten der „Agence centrale pour les prisonniers de guerre“ (ACPG) erhalten.
Am 19. Dezember 1952 war Wagner Delegierter auf der Sitzung des Exekutivkomitee der Liga der Rotkreuzgesellschaften. Am 20. Dezember 1952 schrieb Weitz an Staatssekretär Walter Hallstein, dass Wagner vorschlug, mit Boris M. Paschkow in Kontakt zu treten. Konrad Adenauer trug die Bedenken der USA und schätzte eine Kontaktaufnahme mit Moskau in einem Brief vom 23. Januar 1953 als aussichtslos ein. Mit Schreiben vom 3. Februar 1953 teilte Weitz Adenauer den einstimmigen Beschluss des Präsidiums des DRK vom 27. Januar 1953, nach Moskau zu reisen, mit. Am 8. Mai 1953 fand ein letztes Gespräch zwischen Adenauer und Weitz statt. Im Januar 1955 reiste Adenauer nach Moskau und erreichte die Freilassung der letzten deutschen Kriegsgefangenen aus dem Zweiten Weltkrieg, welche sich noch als von der Sowjetunion als Kriegsverbrecher Verurteilte in sowjetischer Gefangenschaft befanden. Als 1967 in einer Umfrage nach der größten Leistung Adenauers gefragt wurde, wurde die so genannte „Heimkehr der Zehntausend“ am meisten genannt.

## Kriegsverbrecherwarndienst
In der Ära Hans Globke wurden in Frankreich verurteilte NS-Kriegsverbrecher in der Bundesrepublik durch den Überleitungsvertrag vor Strafverfolgung geschützt. Um zu verhindern, dass diese Kriegsverbrecher nach Frankreich reisen, beauftragte Bundesjustizminister Thomas Dehler durch die später dem Auswärtigen Amt angegliederte „Zentrale Rechtsschutzstelle“ den Suchdienst, die Adressen der Naziverbrecher zu ermitteln und diese durch Vertrauensleute aus den DRK-Kreisverbänden mündlich – gegen Quittung – warnen zu lassen. Im April 1968 erklärte Wagner, der frühere technische Direktor der Hohen Schule der NSDAP, der zwischenzeitlich zum Ermittlungsdienstleiter Dr. Kurt Wagner geworden war, dem Spiegel, „ein volles gutes Rotkreuzgewissen bei dieser Sache“ zu haben.